# Смирнов, Александр Борисович
Алекса́ндр Бори́сович Смирно́в (род. 25 февраля 1974, Тихвин, Ленинградская область) — российский легкоатлет, специалист по бегу на короткие дистанции. Выступал за сборную России по лёгкой атлетике в 1999—2006 годах, победитель и призёр первенств национального значения, участник летних Олимпийских игр в Сиднее. Представлял Карелию и Москву. Мастер спорта России международного класса.

## Биография
Александр Смирнов родился 25 февраля 1974 года в городе Тихвин Ленинградской области. Впоследствии постоянно проживал в Петрозаводске, Карелия. Окончил Карельский государственный педагогический университет.
Начал заниматься лёгкой атлетикой у тренера Н. Горемыкина, позже был подопечным В. В. Суворовой.
Впервые заявил о себе в сезоне 1999 года, когда выиграл бронзовую медаль в беге на 100 метров на чемпионате России в Туле. Попав в основной состав российской национальной сборной, выступил в эстафете 4 × 100 метров на чемпионате мира в Севилье.
Благодаря череде удачных выступлений удостоился права защищать честь страны на летних Олимпийских играх 2000 года в Сиднее — бежал эстафету 4 × 100 метров вместе с соотечественниками Дмитрием Васильевым, Александром Рябовым и Сергеем Бычковым, но не смог пройти дальше предварительного квалификационного этапа.
После сиднейской Олимпиады Смирнов остался действующим спортсменом и продолжил принимать участие в различных легкоатлетических турнирах. Так, в 2001 году он взял бронзу в беге на 60 метров на зимнем чемпионате России в Москве, стал серебряным призёром в беге на 100 метров на летнем чемпионате России в Туле. Будучи студентом, побывал на Универсиаде в Пекине — стал шестым в эстафете 4 × 100 метров.
В 2002 году получил серебряную награду на дистанции 60 метров на зимнем чемпионате России в Волгограде, стал серебряным призёром на дистанции 100 метров на летнем чемпионате России в Чебоксарах, стартовал на чемпионате Европы в Мюнхене, где в программе эстафеты 4 × 100 метров сумел выйти в финал и занял итоговое шестое место.
В 2003 году добавил в послужной список серебряную медаль, выигранную в дисциплине 60 метров на зимнем чемпионате России в Москве, затем выступил на чемпионате мира в помещении в Бирмингеме. На летнем чемпионате России в Туле в дисциплине 100 метров превзошёл всех соперников и завоевал золотую медаль.
Находился в числе бегунов, заявленных на эстафету Олимпийских игр 2004 года в Афинах, но в конечном счёте на старт здесь не вышел.
В 2005 году выиграл серебряную медаль в беге на 60 метров на зимнем чемпионате России в Волгограде, в той же дисциплине стартовал на чемпионате Европы в помещении в Мадриде. Позже на летнем чемпионате России в Туле стал серебряным призёром в беге на 100 метров, попал в состав эстафетной команды на чемпионат мира в Хельсинки.
В 2006 году получил серебро на зимнем чемпионате России в Москве и на летнем чемпионате России в Туле — в дисциплинах 60 и 100 метров соответственно. Отметился выступлением на чемпионате Европы в Гётеборге, где бежал индивидуальные 100 метров и эстафету 4 × 100 метров.
Завершил активную спортивную карьеру по окончании сезона 2008 года.
За выдающиеся спортивные достижения удостоен почётного звания «Мастер спорта России международного класса».